# ASKO Kara
L'Association Sportive de la Kozah Football Club, també conegut com a ASKO Kara, és un club de futbol togolès de la ciutat de Kara. Juga els seus partits a l'Estadi Municipal de Kara.

## Palmarès
- Lliga togolesa de futbol:[1]
  - 1988, 1989, 1996, 2007, 2020, 2021, 2022, 2023, 2024.
- Copa togolesa de futbol:[2]
  - 1975, 1976, 1987, 1995.